# Броди-Дуже (Мазовецьке воєводство)
Броди-Дуже (пол. Brody Duże) — село в Польщі, у гміні Мала Весь Плоцького повіту Мазовецького воєводства.
Населення — 200 осіб (2011).
У 1975-1998 роках село належало до Плоцького воєводства.

## Демографія
Демографічна структура станом на 31 березня 2011 року:
|          | Загалом | Допрацездатний вік | Працездатний вік | Постпрацездатний вік |
| -------- | ------- | ------------------ | ---------------- | -------------------- |
| Чоловіки | 105     | 20                 | 70               | 15                   |
| Жінки    | 95      | 17                 | 56               | 22                   |
| Разом    | 200     | 37                 | 126              | 37                   |